# Asperhofen
Asperhofen ist eine Marktgemeinde mit 2361 Einwohnern (Stand 1. Jänner 2025) im Bezirk St. Pölten in Niederösterreich.

## Geografie
Asperhofen liegt im Mostviertel in Niederösterreich, 6 km nördlich von Neulengbach, am Rande des Haspelwalds sowie an der Tullner Straße B 19 nach Tulln.
Die Fläche der Marktgemeinde umfasst 28,89 Quadratkilometer. Davon sind 69 Prozent landwirtschaftliche Nutzfläche, 22 Prozent der Fläche sind bewaldet.
Asperhofen ist Mitglied der Wienerwald Initiativ Region.

### Gemeindegliederung
Das Gemeindegebiet umfasst folgende 20 Ortschaften (in Klammern Einwohnerzahl Stand 1. Jänner 2025):
- Asperhofen (715)
- Diesendorf (98)
- Dörfl (38)
- Dornberg (45)
- Erlaa (57) samt Erlaa-Siedlung
- Geigelberg (40)
- Grabensee (184)
- Großgraben (144)
- Habersdorf (33)
- Hagenau (40)
- Haghöfen (57)
- Johannesberg (48)
- Kerschenberg (24)
- Kleingraben (5)
- Maierhöfen (14)
- Paisling (59)
- Siegersdorf (424)
- Starzing (128) samt Starzing-Eichberg
- Weinzierl (17)
- Wimmersdorf (191)

Die Gemeinde besteht aus den Katastralgemeinden Asperhofen, Diesendorf, Dörfl, Dornberg, Erla, Geigelberg, Grabensee, Großgraben, Habersdorf, Hagenau, Johannesberg, Kerschenberg, Kleingraben, Paisling, Siegersdorf, Starzing und Wimmersdorf.

### Nachbargemeinden
| Würmla (TU) | Michelhausen (TU)                           |                       |
| Neulengbach | Kompassrose, die auf Nachbargemeinden zeigt | Sieghartskirchen (TU) |
|             | Maria Anzbach                               | Pressbaum             |

## Geschichte
Im Altertum war das Gebiet Teil der Provinz Noricum. Nach der endgültigen Eroberung des Awarenreiches durch den fränkischen Kaiser Karl den Großen im Jahr 803 setzte die Besiedlung der Ortschaften Siegersdorf und Wimmersdorf ein. Die entstehenden Orte befanden sich nun auf dem Gebiet des Baierischen Ostlandes. Die erste urkundliche Erwähnung erfolgte im Jahr 1037. Laut Adressbuch von Österreich waren im Jahr 1938 in der Ortsgemeinde Asperhofen ein Bäcker, ein Dachdecker, zwei Fleischer, ein Friseur, drei Gastwirte, vier Gemischtwarenhändler, zwei Glaser, eine Hebamme, zwei Maler, zwei Maurermeister, zwei Sattler, ein Schlosser, ein Schmied, drei Schneider, drei Schuster, zwei Tischler, zwei Viktualienhändler, ein Wagner, ein Zimmerer und mehrere Landwirte ansässig. Zudem gab es im Ort eine Sparkasse.
1972 wurden mehrere Umlandgemeinden nach Asperhofen eingemeindet. Die Markterhebung erfolgte 1987.

### Bevölkerungsentwicklung
| Asperhofen: Einwohnerzahlen von 1869 bis 2025       | Asperhofen: Einwohnerzahlen von 1869 bis 2025 | Asperhofen: Einwohnerzahlen von 1869 bis 2025 | Asperhofen: Einwohnerzahlen von 1869 bis 2025 | Asperhofen: Einwohnerzahlen von 1869 bis 2025 |
| --------------------------------------------------- | --------------------------------------------- | --------------------------------------------- | --------------------------------------------- | --------------------------------------------- |
| Jahr                                                |                                               |                                               |                                               | Einwohner                                     |
| 1869                                                | 1869                                          |                                               | 1.920                                         | 1.920                                         |
| 1880                                                | 1880                                          |                                               | 1.997                                         | 1.997                                         |
| 1890                                                | 1890                                          |                                               | 2.012                                         | 2.012                                         |
| 1900                                                | 1900                                          |                                               | 1.900                                         | 1.900                                         |
| 1910                                                | 1910                                          |                                               | 1.870                                         | 1.870                                         |
| 1923                                                | 1923                                          |                                               | 1.873                                         | 1.873                                         |
| 1934                                                | 1934                                          |                                               | 1.881                                         | 1.881                                         |
| 1939                                                | 1939                                          |                                               | 1.779                                         | 1.779                                         |
| 1951                                                | 1951                                          |                                               | 1.526                                         | 1.526                                         |
| 1961                                                | 1961                                          |                                               | 1.491                                         | 1.491                                         |
| 1971                                                | 1971                                          |                                               | 1.614                                         | 1.614                                         |
| 1981                                                | 1981                                          |                                               | 1.610                                         | 1.610                                         |
| 1991                                                | 1991                                          |                                               | 1.671                                         | 1.671                                         |
| 2001                                                | 2001                                          |                                               | 1.795                                         | 1.795                                         |
| 2011                                                | 2011                                          |                                               | 2.097                                         | 2.097                                         |
| 2021                                                | 2021                                          |                                               | 2.293                                         | 2.293                                         |
| 2025                                                | 2025                                          |                                               | 2.361                                         | 2.361                                         |
| Quelle(n): Statistik Austria, Gebietsstand 1.1.2021 |                                               |                                               |                                               |                                               |

## Kultur und Sehenswürdigkeiten

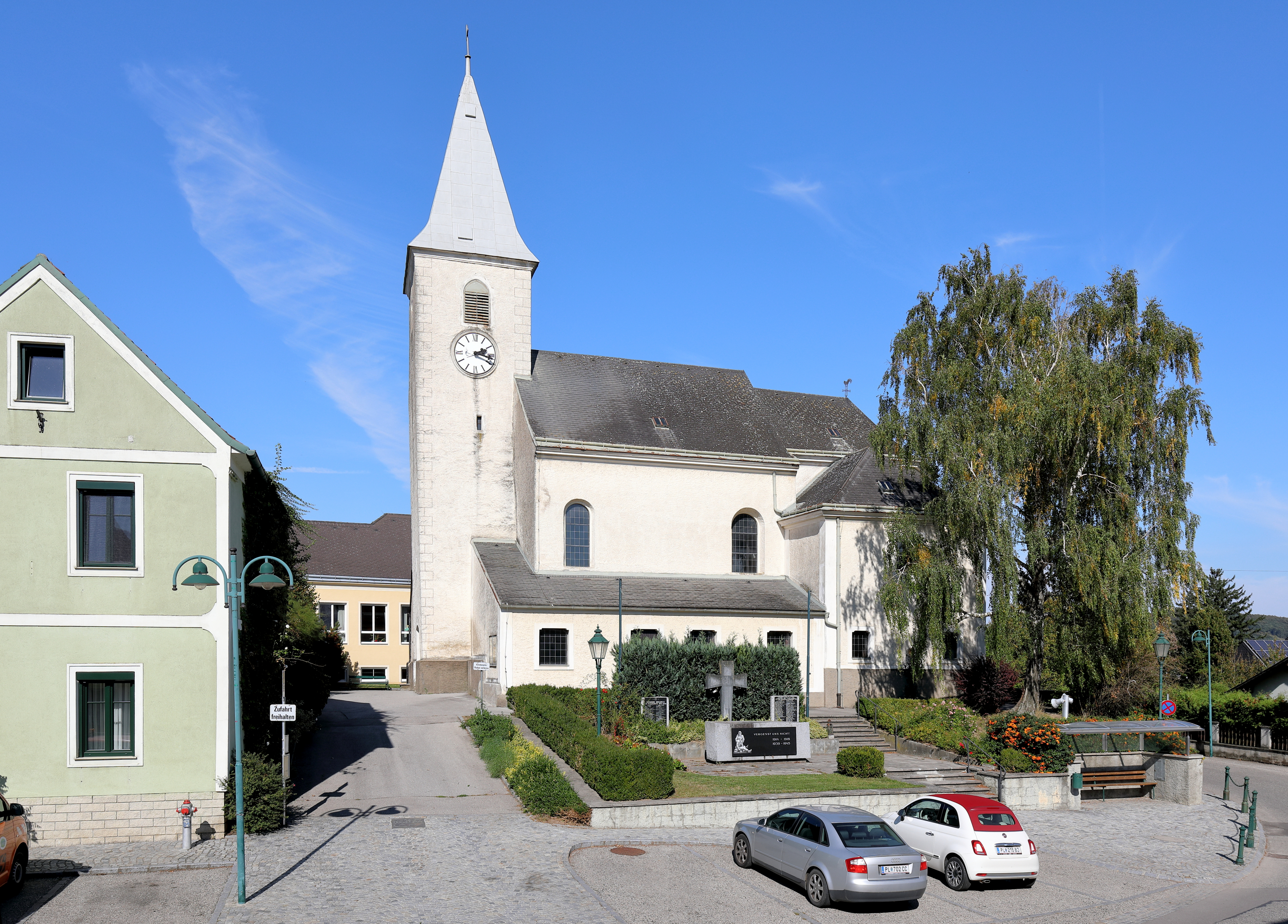
Pfarrkirche Asperhofen

- Katholische Pfarrkirche Asperhofen hl. Agatha: Die im Kern spätgotische Saalkirche wurde 1899 zur Pfarrkirche erhoben.[5]
- Katholische Pfarrkirche Johannesberg hl. Johannes der Täufer
- Landesgarten Asperhofen: Im Nordwesten Asperhofens befindet sich seit 1995 der Landesgarten Asperhofen. Der Weg hindurch ist als Runde angelegt und dauert etwa eine halbe Stunde. Er führt durch abwechslungsreiches Gelände, wie zum Beispiel durch einen Auwald, entlang von Blumenwiesen, artenreichen Hecken und durch einen idyllischen Laubwald, durch den ein kleiner Bach fließt. Entlang des Weges findet man Informations- und Ratetafeln, an denen man sein Wissen über Vögel, Schmetterlinge, Wiesenblumen, Getreidearten, Bäume, Insekten, Pilze und anderes testen kann. Weiters führt der Weg an einem Aussichtsturm, der Wilhelm-Kisser-Jubiläumswarte, vorbei.
- Wilhelm-Kisser-Jubiläumswarte: Im Mai 2001 wurde von der Berg- und Naturwacht Asperhofen und von der Marktgemeinde Asperhofen auf der Anhöhe (254 m Seehöhe) des Landesgartens Asperhofen eine Aussichtswarte anlässlich des 25-jährigen Bestehens der Berg- und Naturwacht Asperhofen errichtet. Die 15 Meter[6] hohe hölzerne Aussichtswarte wurde nach dem im September 2004 verstorbenen Wilhelm Kisser benannt. Er prägte die Marktgemeinde unter anderem als Volksschuldirektor und Gemeinderat sowie durch sein Mitwirken bei der Freiwilligen Feuerwehr und am Landesgarten Asperhofen.
- Jakobsweg: Einer der österreichischen Abschnitte des Jakobsweges verläuft durch die Gemeinde Asperhofen und führt durch Siegersdorf, wo neben einem Jakobsbrunnen auch eine Pilger-Selbstversorgerhütte errichtet wurde. 2007 wurde in der Ortschaft ein Bildstock mit einer Statue des heiligen Jakobus gesegnet.

## Wirtschaft und Infrastruktur

### Wirtschaftssektoren
Von den 97 landwirtschaftlichen Betrieben des Jahres 2010 waren 50 Haupterwerbsbauer, diese bewirtschafteten 69 Prozent der Flächen. Im Produktionssektor arbeiteten 111 Erwerbstätige in der Bauwirtschaft, 18 im Bereich Herstellung von Waren und 2 in der Wasserver- und Abfallentsorgung. Die wichtigsten Arbeitgeber des Dienstleistungssektors waren die Bereiche Handel (62), soziale und öffentliche Dienste (56) und freiberufliche Dienstleistungen (46 Mitarbeiter).
| Wirtschaftssektor            | Anzahl Betriebe | Anzahl Betriebe | Erwerbstätige | Erwerbstätige |
| Wirtschaftssektor            | 2011            | 2001            | 2011          | 2001          |
| ---------------------------- | --------------- | --------------- | ------------- | ------------- |
| Land- und Forstwirtschaft 1) | 97              | 106             | 99            | 99            |
| Produktion                   | 22              | 15              | 131           | 61            |
| Dienstleistung               | 101             | 39              | 221           | 135           |

1) Betriebe mit Fläche in den Jahren 2010 und 1999

### Bildung
In Asperhofen befinden sich zwei Kindergärten, einer davon in Johannesberg, und eine Volksschule.

### Sport
- Union Tennisverein Asperhofen
- Sportclub Asperhofen
- Beachvolleyballplatz (seit September 2003)
- Asperhofen Blue Hawks (American Football)[12]

## Politik
- Bürgermeister der Marktgemeinde ist Harald Lechner,[13] Amtsleiter ist Martin Baureder.[14]
- Gemeinderat: Im Marktgemeinderat gibt es bei insgesamt 21 Sitzen nach der Gemeinderatswahl 2020 folgende Mandatsverteilung: Liste ÖVP 14, Liste FPÖ 4, ULA (Unabhängige Liste Asperhofen) 2, Liste SPÖ 1.[15]

Bürgermeister
- bis 2015 Josef Ecker (ÖVP)[16]
- 2015–2022 Katharina Wolk (ÖVP)
- seit 2022 Harald Lechner (ÖVP)[13]

### Wappen
Der Gemeinde wurde 1972 folgendes Wappen verliehen: In einem geteilten Schild, im oberen blauen Feld eine goldene Korngarbe, die von einem der Schildesteilung dienenden silbernen abflatternden Band gebunden wird, im unteren schwarzen Feld ein silberner Stufenbalken.

### Städtepartnerschaften
- Asperhofen hat eine Städtepartnerschaft mit dem ungarischen Kurort Zalakaros.[18]

## Persönlichkeiten
- Johann Figl (* 1945), Religionswissenschaftler und Religionsphilosoph
- Leopold Gegenbauer (1849–1903), Mathematiker
- Johann Ofner (Bauernvertreter) (1876–1947), Bürgermeister Grabensee, Bezirksbauernkammerobmann Neulengbach
- Michael Göschelbauer (1927–2000), Politiker, Bürgermeister von Asperhofen
- Hans Högl (* 1942), Medien- und Bildungssoziologe
- Georg Danzer (1946–2007), Musiker